# Grzegorz Ryś
Grzegorz Wojciech Ryś (Cracóvia, 9 de fevereiro de 1964) é um clérigo polonês e arcebispo católico romano de Łódź.

## Biografia
O Arcebispo de Cracóvia, cardeal Franciszek Macharski, ordenou-o sacerdote em 22 de maio de 1988 na Catedral de Wawel. Paralelamente à sua formação teológica, estudou história da Igreja na Pontifícia Academia de Teologia de Cracóvia. Em 1994 concluiu o doutorado e em 2002 fez a habilitação em humanidades em história. Foi membro de comissões históricas para os processos de canonização de João Paulo II, entre outros. Ryś é ativo no diálogo ecumênico e inter-religioso e foi o iniciador do encontro de paz entre judeus, cristãos e muçulmanos "Echo Assis" em Cracóvia. Ele é membro do Comitê Internacional de Auschwitz desde 2012.
Papa Bento XVI nomeou-o em 16 de julho de 2011 bispo titular de Arcavica e bispo auxiliar de Cracóvia. O arcebispo de Cracóvia, cardeal Stanisław Dziwisz, concedeu-lhe a consagração episcopal em 28 de setembro do mesmo ano; os co-consagradores foram o cardeal Franciszek Macharski, arcebispo emérito de Cracóvia e o cardeal da Cúria Stanisław Ryłko. Seu lema é Virtus in enfermitate.
Em 14 de setembro de 2017, o Papa Francisco o nomeou Arcebispo de Łódź. Ele assumiu o cargo em 4 de novembro de 2017.
Em 25 de junho de 2020, o Papa Francisco o nomeou Administrador Apostólico sede plena da Diocese de Kalisz, suspendendo a jurisdição do Bispo diocesano Edward Janiak até novo aviso.  Em 17 de outubro de 2020, o Papa Francisco aceitou finalmente a renúncia de Janiak. Grzegorz Ryś foi simultaneamente confirmado como Administrador Apostólico sede vacante. Sua missão como Administrador Apostólico terminou em 11 de fevereiro de 2021 com a posse do sucessor de Janiak.
Em 21 de novembro de 2020, o Papa o nomeou membro da Congregação para os Bispos.
Em 9 de julho de 2023, o Papa Francisco anunciou durante o Angelus que o criaria cardeal no Consistório de 30 de setembro de 2023. Recebeu o barrete vermelho e o titulus de Santos Cirilo e Metódio.
Em 4 de outubro de 2023, foi nomeado membro do Dicastério para o Culto Divino e Disciplina dos Sacramentos e Dicastério para os Bispos.